# National Invitation Tournament 2017
Il National Invitation Tournament 2017 è stata l'80ª edizione del torneo. Si è disputato dal 14 al 30 marzo 2017. La final four è stata giocata al Madison Square Garden di New York. Ha vinto il titolo la Texas Christian University, allenata da Jamie Dixon. Miglior giocatore del torneo è stato eletto Kenrich Williams.

## Risultati

### Final Four
|  | Semifinali | Semifinali            | Semifinali |                  |    | Finale                | Finale | Finale |  |
|  |            |                       |            |                  |    |                       |        |        |  |
|  | 6          | Georgia T. Yel. Jack. | 76         |                  |    |                       |        |        |  |
|  | 6          | Georgia T. Yel. Jack. | 76         |                  |    |                       |        |        |  |
|  | 8          | CSUB Roadrunners      | 61         |                  |    |                       |        |        |  |
|  | 8          | CSUB Roadrunners      | 61         |                  | 6  | Georgia T. Yel. Jack. | 56     |        |  |
|  |            |                       |            |                  | 6  | Georgia T. Yel. Jack. | 56     |        |  |
|  |            |                       | 4          | TCU Horned Frogs | 88 |                       |        |        |  |
|  | 4          | UCF Knights           | 4          | TCU Horned Frogs | 88 | 53                    |        |        |  |
|  | 4          | UCF Knights           |            |                  |    |                       |        |        |  |
|  | 4          | TCU Horned Frogs      | 68         |                  |    |                       |        |        |  |

## Squadra vincitrice
|    | Naz.                   | Ruolo | Sportivo             |  | Alt. |  |  |
| -- | ---------------------- | ----- | -------------------- |  | ---- |  |  |
| 0  | Stati Uniti (bandiera) | G     | Jaylen Fisher        |  | 188  |  |  |
| 1  | Stati Uniti (bandiera) | A     | Desmond Bane         |  | 196  |  |  |
| 10 | Slovacchia (bandiera)  | A     | Vladimír Brodziansky |  | 211  |  |  |
| 11 | Stati Uniti (bandiera) | A     | Brandon Parrish      |  | 198  |  |  |
| 12 | Australia (bandiera)   | A     | Kouat Noi            |  | 201  |  |  |
| 15 | Stati Uniti (bandiera) | A     | J. D. Miller         |  | 203  |  |  |
| 25 | Stati Uniti (bandiera) | P     | Alex Robinson        |  | 185  |  |  |
| 32 | Stati Uniti (bandiera) | C     | Karviar Shepherd     |  | 211  |  |  |
| 34 | Stati Uniti (bandiera) | A     | Kenrich Williams     |  | 201  |  |  |

- Allenatore: Jamie Dixon